# Upinhuaya
Upinhuaya ist eine Ortschaft im Departamento La Paz im südamerikanischen Andenstaat Bolivien.

## Lage im Nahraum
Upinhuaya ist der zentrale Ort des Cantóns Upinhuaya im Municipio Curva in der Provinz Bautista Saavedra. Die Ortschaft liegt auf einem Plateau in einer Höhe von 3673 m am Südostrand der Cordillera Apolobamba.

## Geographie
Upinhuaya liegt im Osten des bolivianischen Altiplanos am Rande der Cordillera Central. Das Klima der Region ist ein typisches Tageszeitenklima, bei dem die mittleren Temperaturschwankungen im Tagesverlauf deutlicher ausfallen als im Ablauf der Jahreszeiten.
Die Jahresdurchschnittstemperatur der Region liegt bei 11 °C (siehe Klimadiagramm Charazani, bereinigt um die Höhendifferenz) und schwankt nur wenig zwischen 8 °C im Juni/Juli und knapp 13 °C im November/Dezember. Der Jahresniederschlag beträgt etwa 750 mm, einer viermonatigen Trockenzeit von Mai bis August mit Monatswerten von unter 25 mm steht ein regenreicher Sommer von Dezember bis März gegenüber, in dem die monatlichen Niederschlagswerte teilweise deutlich über 100 mm liegen.

## Verkehrsnetz
Upinhuaya liegt in einer Entfernung von 271 Straßenkilometern nordwestlich von La Paz, der Hauptstadt des gleichnamigen Departamentos.
Von La Paz führt die asphaltierte Nationalstraße Ruta 2 in nordwestlicher Richtung 70 Kilometer bis Huarina, von dort zweigt die Ruta 16 ab, die als asphaltierte Straße weiter in nordwestlicher Richtung auf 97 Kilometern entlang des Titicacasees bis Escoma führt. Von dort führt die Ruta 16 weiter als unbefestigte Piste weiter nach Norden und erreicht nach 87 Kilometern Charazani. Von dort führt eine unbefestigte Landstraße nach Westen ins Talbett des Río Chari, Quellfluss des Río Charazani, erklimmt den nördlichen Steilhang des Tals und erreicht nach elf Kilometern Santa Rosa de Caata. Von dort sind es noch einmal sechs Kilometer in nördlichen Richtungen bis Upinhuaya.

## Bevölkerung
Die Einwohnerzahl der Ortschaft ist in dem Jahrzehnt zwischen den beiden letzten Volkszählungen geringfügig zurückgegangen:
| Jahr | Einwohner         | Quelle       |
| ---- | ----------------- | ------------ |
| 1992 | keine Detaildaten | Volkszählung |
| 2001 | 265               | Volkszählung |
| 2012 | 261               | Volkszählung |
| 2024 |                   | Volkszählung |

Die Region weist einen deutlichen Anteil an Quechua-Bevölkerung auf, im Municipio Charazani sprechen 87,4 Prozent der Bevölkerung Quechua.